# Scoparia ergatis
Scoparia ergatis là một loài bướm đêm trong họ Crambidae.